# Medan staden sover
Pour plus de détails, voir Fiche technique et Distribution.
Medan staden sover est un film suédois réalisé par Lars-Eric Kjellgren, sorti en 1950.

## Fiche technique
- Titre : Medan staden sover
- Titre anglais : When the City Sleeps
- Réalisation : Lars-Eric Kjellgren
- Scénario : Per Anders Fogelström et Lars-Eric Kjellgren sur une idée d'Ingmar Bergman, d'après le roman de Per Anders Fogelström (non crédité)
- Production : Helge Hagerman, Gustav Roger et Gösta Ström
- Musique : Stig Rybrant
- Photographie : Martin Bodin
- Montage : Oscar Rosander
- Décors : Nils Svenwall
- Format : Noir et blanc
- Genre : Drame
- Durée : 102 minutes
- Date de sortie : 1950

## Distribution
- Sven-Eric Gamble : Jompa
- Inga Landgré : Iris Lindström
- Adolf Jahr : Père d'Iris
- John Elfström : Père de Jompa
- Hilding Gavle : Fencer
- Carl Ström : Hansson, concierge
- Ulf Palme : Kalle Lund
- Gunnar Hellström : Jeune homme au restaurant